# Icy (песня Itzy)
«Icy» – сингл записанный южнокорейской гёрл-группы Itzy, из их первого мини-альбома It'z Icy в качестве ведущего сингла. Был выпущен 28 июля 2019 года лейблом JYP Entertainment.

## Композиция
«Icy» был написан J.Y.Park и Penomeco. Лирика, состоящая из таких строк, как «Icy but i'm on fire»  и «Look at me, i'm not a liar», служит в качестве предисловия к динамичному хору песни, и, по словам Тамар Герман из Billboard, «может также быть гимном гёрл-группы».

## Музыкальное видео
Музыкальное видео для заглавного трека было выпущено в полночь того же дня и набрало 18,1 миллиона просмотров в течение 24 часов. По состоянию на октябрь 2019 года, оно имеет более 100 миллионов просмотров на YouTube.

## Коммерческий успех
«Icy» дебютировал на 11 строчке на Цифровой Диаграммы Gaon, позже достигнув в пике 10 позиции на вторую неделю, давая группе свою вторую десятку лучших песен. «Icy» также дебютировал на 2 из таблицы загрузок Gaon. Он также достиг максимума 1 и 7 в чартах Billboard K-pop Hot 100 и World Digital Song Sales.

## Чарты
| Чарты (2019)                             | Пиковые позиции |
| ---------------------------------------- | --------------- |
| Япония (Japan Hot 100)                   | 34              |
| Сингапур (RIAS)                          | 11              |
| Южная Корея (Gaon)                       | 10              |
| Южная Корея (K-pop Hot 100)              | 1               |
| США World Digital Song Sales (Billboard) | 7               |

## Победы
| Критик/Публицист | Лист                                              | Ранг | Ссылка |
| ---------------- | ------------------------------------------------- | ---- | ------ |
| YouTube          | Топ 10 самых популярных видеоклипов в Южной Корее | 7    | [ 12 ] |

| Год  | Премия                      | Категория         | Результат | Ссылки |
| ---- | --------------------------- | ----------------- | --------- | ------ |
| 2020 | 9th Gaon Chart Music Awards | Песня Года — Июль | Номинация |        |

### Музыкальные программы
| Программа                    | Дата             | Ссылка |
| ---------------------------- | ---------------- | ------ |
| Show Champion (MBC Music)    | 7 августа, 2019  | [ 13 ] |
| Show Champion (MBC Music)    | 14 августа, 2019 | [ 14 ] |
| M Countdown (Mnet)           | 8 августа, 2019  | [ 15 ] |
| Show! Music Core (MBC Music) | 10 августа, 2019 | [ 16 ] |
| Inkigayo (SBS)               | 11 августа, 2019 | [ 17 ] |
| Inkigayo (SBS)               | 25 августа, 2019 | [ 18 ] |
| Music Bank (KBS)             | 16 августа, 2019 | [ 19 ] |
| Music Bank (KBS)             | 23 августа, 2019 | [ 20 ] |